# Drusus chapmani
Drusus chapmani är en nattsländeart som beskrevs av Mclachlan 1901. Drusus chapmani ingår i släktet Drusus och familjen husmasknattsländor. Inga underarter finns listade i Catalogue of Life.